# Eta Arietis
Désignations
Eta Arietis (en abrégé η Ari) est une étoile de la constellation du Bélier. Elle est faiblement visible à l'œil nu avec une magnitude apparente de 5,231. L'étoile présente un décalage annuel de la parallaxe de 33,34 mas mesurée par le satellite Gaia, ce qui indique qu'elle est distante d'environ ∼ 97,8 a.l. (∼ 30 pc) de la Terre. Elle s'en éloigne à une vitesse radiale héliocentrique de +4,5 km/s.
Eta Arietis est une étoile jaune-blanc de la séquence principale de type spectral F5V. Elle est plus jeune que le Soleil, avec un âge d'environ 2,6 milliards d'années. La température effective de l'atmosphère extérieure est de 6 380 K, lui donnant la couleur jaune-blanche d'une étoile de type F. Eta Arietis a été examinée à l'aide du High Accuracy Radial velocity Planet Searcher (HARPS) afin de rechercher de possibles variations de vitesse radiale qui pourraient être causées par un compagnon en orbite, mais aucun signal n'a été détecté. De même, aucun excès d'infrarouge n'a été détecté à l'aide du télescope spatial Spitzer, ce qui pourrait autrement indiquer la présence de gaz ou de poussière circumstellaire.